# Giovanni Lonardi
Giovanni Lonardi   (Verona, 9 de novembre de 1996) és un ciclista italià, professional des del 2019, quan fitxà per l'equip Nippo-Vini Fantini-Faizanè. Des del 2022 corre a l'equip Eolo-Kometa.
De petit va jugar a futbol i no va ser fins als 14 anys quan el seu oncle el va introduir en aquest esport. En el seu palmarès destaca la victòria al Gran Premi València del 2022.

## Palmarès
- 2018 (com amateur)
  - 1r al Circuit del Porto-Trofeo Arvedi
  - 1r a La Popolarissima
  - Vencedor d'una etapa al Giro Ciclistico d'Itàlia
- 2019
  - Vencedor d'una etapa al Tour de Taiwan
  - Vencedor d'una etapa al Tour de Tailàndia
- 2020
  - Vencedor d'una etapa al Tour d'Antalya
- 2021
  - Vencedor d'una etapa a la Volta a Bulgària
- 2022
  - 1r al Gran Premi València
- 2024
  - Vencedor d'una etapa a la Volta a Turquia

### Resultats al Giro d'Itàlia
- 2019. Abandona (13a etapa)
- 2019. 125è de la classificació general